# Michel Paulin (dirigeant)
Pour l’article homonyme, voir Michel Paulin (acteur).
Michel Paulin est un homme d'affaires français qui a réalisé l'essentiel de sa carrière dans le secteur des télécommunications. Il a été le directeur général de SFR du 27 janvier 2016 jusqu'à septembre 2017.

## Biographie

### Formation
Michel Paulin est diplômé de l’École Polytechnique (X1981) et de l'École nationale supérieure des télécommunications. Il a fait son service militaire dans la marine.

### Début de carrière
Michel Paulin commence sa carrière chez France Télécom en 1986 au poste de directeur commercial à la direction opérationnelle de Lens.
Trois années plus tard, il est directeur commercial puis directeur général adjoint de Sogestel, une structure spécialisée dans l'installation de réseaux téléphoniques d'entreprise.
En 1992, il rejoint le cabinet de conseil McKinsey en tant que responsable de projets, à Paris, puis à Washington.
Le groupe informatique Bull vient le débaucher en 1994. Il a pour principales missions la rationalisation et le développement de l'activité logiciels pour l'industrie des télécoms. Il prend ensuite la vice présidence d'Evidian, une nouvelle filiale éditrice de logiciels de Bull.

### De Neuf Telecom à SFR
Fin 2001, il part pour LDCom, le pôle télécoms du Groupe Louis Dreyfus, qui deviendra Neuf Telecom, dont il sera nommé directeur général et administrateur. L'entreprise subira plusieurs changements de nom pour devenir Neuf puis Neuf Cegetel en 2005 - deuxième opérateur fixe en France, coté en bourse à partir de 2006 - et enfin SFR en 2008 à la suite d'une opération de consolidation des deux marques. Michel Paulin jouera un rôle déterminant dans ce rapprochement.

### Avant le retour dans le Groupe SFR
Michel Paulin quitte SFR pour rejoindre le groupe Louis Dreyfus Commodities en tant que Directeur des opérations en 2009.
Il prend ensuite la direction de Méditel.
De retour en France en 2016, il se retrouve devant un paysage télécom en pleine mutation. Il retourne chez SFR désormais SFR Group. Le groupe est divisé en trois pôle Média, Publicité et Télécom. Il prendra la tête de ce dernier en tant que directeur général.

### Départ de SFR
Michel Paulin quitte SFR pour raisons personnelles le 11 septembre 2017. Il n'est pas remplacé, Michel Combes reprenant les activités opérationnelles pour une courte durée puisqu'il quitte lui aussi SFR.

### Arrivée chez OVH
Le 28 août 2018, Michel Paulin devient le nouveau directeur général du fournisseur français de services Cloud OVH, remplaçant ainsi le fondateur historique Octave Klaba, qui devient président du conseil d'administration.

### Départ de OVH
Michel Paulin annonce son départ d'OVH le 24 octobre 2024 sur son profil LinkedIn pour des raisons non évoquées. Il est remplacé par Benjamin Revcolevschi, actuellement Deputy CEO de l'entreprise.

### Nomination au conseil d'administration de l'INRIA
Depuis le 14 novembre 2022, Michel Paulin est membre du conseil d'administration de l'Institut national de recherche en informatique et en automatique (INRIA), en qualité personnalité de l'industrie du numérique désignée par le ministre chargé de l'industrie, en remplacement de Pierre Barnabé.

### Quandela
Depuis avril 2025, Michel Paulin est membre du conseil d'administration de la startup Quandela.

### Président
Depuis le 22 avril 2025, Michel Paulin est président du nouveau comité stratégique de filière « logiciels et solutions numériques de confiance » sous l'égide du Conseil national de l’industrie.